# Покрајина Олгин
Олгин је покрајина у Куби, друга најнасељенија након града Хаване, који је покрајина за себе. Лежи на југоисточном дијелу земље. Главни град покрајине је Олгин, а већи градови су још и Банес, Антила, Мајари и Моа.
Становништво у овој покрајини броји преко милион људи. Њена територија има површину од преко 9300 km², од чега је око 25% покривено шумама.

## Историја
Кристифор Колумбо је просторе ове покрајине назвао „најљепшим мјестом које су људске очи икад видјеле“ када се 27. октобра 1492. године искрцао на њене обале.
Покрајина Олгин је основана 1978. године, када је административно одвојена од покрајине Оријенте.

## Економија
Попут других дијелова Кубе, и економија у Олгину се углавном окреће око шећерне трске, премда и друге пољопривредне културе попут кукуруза и кафе, као и рударство, чине велики удио у њеној економији.
У Мои је, уз помоћ страних улагања, углавном из Канаде, изграђена велика фабрика за обраду кобалта. У Олгину се истичу и фабрике за обраду хрома, никла, гвожђа и челика.
Туризам у овој области је тек скоро почео да се развија, и тренутно постоји неколико хотела у близини Гвардалаваке и Кајо Сетије. Одређени дијелови биосферног резервата Кухилас дел Тоа, националног парка „Сијера кристал“ и националног парка „Алехандро дел Хумболт“ се налазе у оквиру ове покрајине.

## Општине
Олгин је подијељен на 14 општина:
| Општина         | Становништво (2004) | Површина (у ²) | Координате            | Примједбе             |
| --------------- | ------------------- | -------------- | --------------------- | --------------------- |
| Антиља          | 12222               | 100            | 20°50'55"С 75°45'9"И  |                       |
| Баганос         | 52854               | 806            | 20°45'47"С 76°01'46"И |                       |
| Банес           | 81274               | 781            | 20°58'12"С 75°42'41"И |                       |
| Какокум         | 42623               | 661            | 20°44'38"С 76°19'27"И |                       |
| Калисто Гарсија | 57867               | 617            | 20°51'15"С 76°36'7"И  | Буенавентура          |
| Кето            | 34503               | 326            | 20°38'54"С 75°55'54"И |                       |
| Франк Паис      | 25621               | 510            | 20°39'53"С 75°16'53"И | Кајо Мамби            |
| Хибара          | 72810               | 630            | 21°06'26"С 76°08'12"И |                       |
| Олгин           | 326740              | 666            | 20°53'20"С 76°15'26"И | Главни град покрајине |
| Мајари          | 105505              | 1307           | 20°39'34"С 75°40'40"И |                       |
| Моа             | 71079               | 730            | 20°38'24"С 74°55'3"И  |                       |
| Рафаел Фрејре   | 50080               | 620            | 21°01'42"С 75°59'47"И |                       |
| Сага де Танамо  | 52013               | 704            | 20°35'10"С 75°14'30"И |                       |
| Урбано Норис    | 43892               | 846            | 20°36'5"С 76°07'57"И  |                       |

## Становништво
Године 2004. покрајина Олгин је имала 1.029.083 становника. Површине 9292,83 km², она има густину насељености од 110,7 становника по километру квадратном.

## Познате особе
- Генерал Калисто Гарсија (1839–1898), борац у ратовима за независност Кубе 1800тих
- Бивши кубански председник и војни диктатор Фулхенсио Батиста (1901–1973)
- Бивши предсједник Кубе Фидел Кастро (1926–2016), револуционар, правник по занимању
- Генерал и бивши предсједник Кубе Раул Кастро (1931), револуционар, брат Фидела Кастра
- Гитариста познате групе буено виста Мануел Галбан (1931–2011)